# Shin A-lam
Shin A-lam (în coreeană 신아람) (n. 23 septembrie 1986, Seul, Coreea de Sud) este o scrimeră sud-coreeană specializată pe spadă, laureată cu argint pe echipe la Jocurile Olimpice din 2012 de la Londra și cu bronz pe echipe la Campionatul Mondial din 2010 de la Paris.